# Carcelia aberrans
Carcelia aberrans là một loài ruồi trong họ Tachinidae.